# تراث شفهي

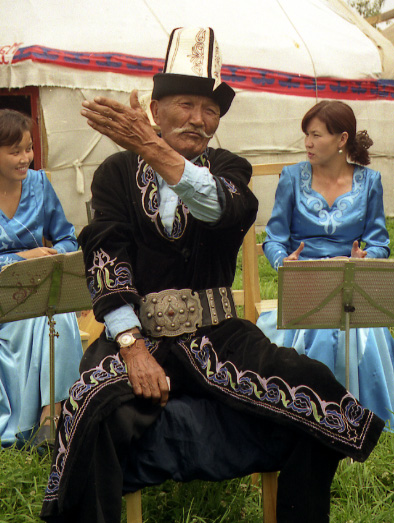

التراث الشفهي أو الرواية الشفهية أو النقولات الشفهية أو التقاليد الشفوية أو الشفوية مصطلحات تصف النقل السردي وخلق معلومات تاريخية واجتماعية ودينية - خاصة في شكل قصص وحكايات وأساطير وتقاليد. تلعب النقولات الشفوية دورا هاما في جميع الثقافات، لا سيما في تلك التي لا سجلات مدونة لها أو في بداية التدوين. غياب رسوخ القراءة والكتابة في ثقافة ما يسمى لا كتابية أو أمية. يمكن أن تكون التقاليد الشفوية ذخرًا ثقافيًا.

## التذكر في مرحلة الغياب الكلي للكتابة
الجملة: «أنت تعرف ما في ذاكرتك» هي مجموعة من المفاتيح لوصف أساليب التذكر والمعرفة في الثقافة الشفوية الأولية. يميز أونغ Walter J. Ong بوضوح الثقافات الشفوية الأولية عن الشفوية الثانوية التي تطورت اليوم من خلال الراديو والتلفزيون والهاتف. الشعوب التي تستغني تمامًا عن الكلمة المكتوبة والتي تتكون ذكرياتها وذاكرتها من تراكيب شفوية خالصة هي تلك الشفهية الأولية. تجلب الثقافات المكتوبة المعرفة المنظمة بشكل حصري تقريبًا من الكتابات، في حين أن الشعوب الشفوية لا تعرف سوى ما يدور في ذهنها. ولكن كيف تحافظ على هذه المعرفة؟
في مرحلة الغياب التام للكتابة، لا توجد أي احتمالات لإنتاج نفس تسلسل التفكير مرة أخرى أو الحصول على تفسير معقد في نفس الألفاظ مرة أخرى. لذا فإن المُحاور مهم للغاية من أجل نقل المعرفة، ووعي معارف الطرف الآخر.
وقد اشتكى سقراط بالفعل في حوار أفلاطون فيدروس من فقدان قيمة الاتصال، الذي نشأ من خلال الكتابة.

### فن الإستذكار
جرى استخدام طرق مختلفة لضمان بقاء الأشكال الشفهية للنقولات. في كثير من الأحيان تربط القصص الهامة بالشعائر، لما لمحتواها غير اللفظي من قدرة خاصة على التثبت في ذاكرة المشاركين في الشعيرة. من الأمثلة المعروفة هي القراءة السنوية لقصة عيد الميلاد في العديد من العائلات وفي العبادة - وتعزيزها من خلال تمثيلها من قبل الأطفال - والتي يتم توثيقها أيضًا في «تمثيلة الراعاة» أو في الأغاني الشعبية التي لا تعد ولا تحصى.
استخدام ما يسمى فن الإستذكار لإنشاء صور للذكريات يسهل تذكرها، ومما يسهل التذكر من الأساليب اللغوية البلاغية: التكرار، الطباق، السجع، الجناس أو التعبيرات ذات الصيغ الثابتة الأخرى، وكذلك الأمثال والقوافي، قدمت الدعم من أجل استيعاب وإعادة إنتاج المعرفة. ومع ذلك، فإن الذاكرة البشرية محدودة، وهذا هو السبب في أن الشعوب الشفوية تمارس في المقام الأول الاستتباب. الواقع يحافظ على توازنه من خلال القضاء على المعرفة التي ليست ذات صلة بالحاضر.

### فقدان الذاكرة البنيوي
لاحظ العالمان غودي Jack Goody ووات Ian Watt فقدان الذاكرة البنيوي بين شعب غوندشا في غانا.
«في مطلع القرن، أثبتت النصوص المكتوبة من البريطانيين أن التقليد الشفهي للغوندشا في ذلك الوقت منح مؤسس دولة غوندشا، نديورا جاكبا Ndewura Jakpa، سبعة أبناء، كان كل منهم حاكمًا لإحدى مقاطعات البلاد السبع. عندما تم إعادة تسجيل أساطير الدولة بعد ستين عامًا، اختفت اثنتان من المناطق السبع، واحدة من خلال الدمج، والأخرى من خلال تغيير في خطوط الحدود. ويرد في هذه الأساطير المتأخرة خمسة أبناء فقط لجاكبا […]. […] تم نسيان جزء من الماضي الذي لم يكن له أي إشارة مباشرة يمكن التعرف عليها في الحاضر.»  العلاقة بالتذكر والنسيان تحصل بطريقة مختلفة، فما كان مهمًا تذكره هو ما كان مرتبطًا أيضًا بالحاضر. وإلا يخذف على الفور.
يشير بروكماير Brockmeier أيضًا إلى العلاقة بين النسيان الفردي والاجتماعي كمشكلة في فقدان الذاكرة البنيوي، لأن الإطار الاجتماعي يؤثر أيضًا على الأشكال الفردية للنسيان. هذا على سبيل المثال مشكلة الهولوكوست، إذ جرى قطع العديد من التقاليد القومية اليهودية، في حين أن مبادرات دولة إسرائيل كانت تفضل بشكل خاص التقاليد الصهيونية.

## الأدب والشفوية
كما ذكرنا سابقًا، كان شكل القصيدة مفيدًا لنقولات القديمة، لأن القافية والآية تمنعان نسيان الكلمات فرادة وتغييرها بسهولة. إلا أنه يحصير عادة إلى تكييف القصائد بشكل خاص بوعي للاحتياجات الحالية.
من المؤكد أن أجزاء كبيرة من العهد القديم قد تم تمريرها شفويا قبل تدوينها. كما تم تناقل أناجيل العهد الجديد شفويا على مدى عقود قليلة قبل أن يكتب صيغها بعض الشهود المعاصرين. «وولد لحنوك عيراد. وعيراد ولد محويائيل. ومحويائيل ولد متوشائيل. ومتوشائيل ولد لامك.». من الواضح أن هذا المقطع الكتابي هو تقرير مكتوب، ولكن يبدو أن له أصل شفهي. يُظهر هذا النوع من البنية الشفوية أن صيغة السرد كانت مهمة لكي تكون قادرة على تداوله ونقله. إذاكتب نص بهذه الطريقة، فسيبدو غريبًا جدًا.
ملاحم الأبطال وعموما قصائد من الثقافات المبكرة (أشهر الأمثلة: مهابهاراتا وإلياذة وأوديسة ، راجع. السؤال الهوميري) لها أصولها في التقليد الشفوي، وحتى القرن 20، كان تقليد القوالينGuslars في البلقان غالبًا ما يعتمد فقط على النقل الشفهي للملاحم.
في الفترة الرومانسية الألمانية، تم تأليف أهم مجموعتين من النصوص الشفوية: الحكايات الخيالية من قبل الأخوة غريم ( حكايات الأطفال و المنزل) وصبي قرن العجائب Des Knaben Wunderhorn من قبل فون أرنيم و برينتانو. في كلا العملين، تجدر الإشارة إلى أن الناشرين قاموا بتحرير مصادرهم وفقًا لاحتياجاتهم. في عام 1976، نشر رومكورف Peter Rühmkorf مجموعته عن الثروة الوطنية Über das Volksvermögen، إذ جمع فيها حِكم وقصائد وقصائد لعبة الفرز منقولة شفهيًا. ركز رومكورف على الجانب القاسي والوحشي والجنسي لهذا النقولات.
لقد رسخ تقليد مهم في حكاية الحكيات نفسه في العالم العربي. يصف الكاتب السوري رفيق الشامي في كتبه هذا الفن على أنه متوارث في مقاهي دمشق. الرواية الرائعة للحكايات الخيالية، والقصص، والأمثال تعيش على اليوتوبيا والخيال. في قصصه عن رواية القصص، يصف رفيق الشامي التفاعل بين رواة القصص والمستمعين، والذي يزيد بشكل متبادل في فن رواية القصص.

## العلم والشفوية
دراسات هامة على النقولات الشفوية عديدة منها تعود إلى باري Milman Parry واريك أ. هافلوك أونغ Walter Jackson Ong بالإضافة إلى غودي Jack Goody ووات Ian Watt. مثال على التقليد الشفهي، الموثق بمزيد من التفصيل، هو الشعر الشفوي لأتوين ميتو Mündliche Dichtung der Atoin Meto.
في العلوم التاريخية، يمكن أن يكون النقل الشفهي أهم مصدر للأوقات والثقافات التي لا يوجد فيها تقليد مكتوب أو حيث ضاع (على سبيل المثال بسبب تبعات الحرب). إذ يتعين على المؤرخ أن يحاول إيجاد «اللب الحقيقي» في الأساطير والحكايات. بهذه الطريقة، ساعد العديد من العلماء على تقريب بعض التقاليد المكتوبة من صيغتها العتيقة عبر نقد نصي منهجي.

## التاريخ الشفوي
يصف التاريخ الشفوي طريقة خاصة للعلوم التاريخية يتم فيها استكمال نتائج التأريخ الرسمي بمقابلة الشهود المعاصرين. وبالتالي، فإن التاريخ الشفوي ليس جزءًا من النقولات الشفهية، لأن الأحداث الماضية لا تنتقل، بل توصف بأنها خبرة الشهود الخاصة للحدث. لطالما كانت هذه الطريقة مهمة للأنثولوجيا وهي الآن ذات صلة متزايدة بالتاريخ المحلي والاجتماعي. ظهر هذا المصطلح في ثلاثينيات القرن العشرين، كما تم استخدامه في البلدان الناطقة بالألمانية منذ الستينيات.

## الشعر الشفوي
يصف «شعر الصيغ الشفوية Oral formulaic Poetry» مجالًا حديثًا نسبيًا للبحث في الدراسات الأدبية ويتعامل مع جميع أشكال رواية القصص الشفوية والأدب الشفوي الموروث. يتم إيلاء اهتمام خاص للعامية وما يسمى تراث شعبي.

## المؤلفات
- جاك قودي، إيان وات: عواقب محو الأمية. في: جاك قودي (محرر.): محو الأمية في المجتمعات التقليدية. مطبعة جامعة كامبريدج، كامبريدج وآخرون.   أ. 1975، ISBN 0-521-29005-8، ص.   27-68.
- Hartmut Günther ، Otto Ludwig (ed.): الكتابة والكتابة. كتيب متعدد التخصصات للبحث الدولي. = الكتابة واستخداماتها (= كتيبات في علوم اللغة والاتصال. = كتيبات اللغويات وعلوم الاتصال. المجلد .10، نصف عام.   1-2). de Gruyter ، برلين 1994-1996، ISBN 3-11-011129-2 (المجلد.   1)، ISBN 3-11-014744-0 (المجلد 2).
- إدوارد ر.هايمز: الملحمة الشفوية. مقدمة عن «بحوث الشعر عن طريق الفم» (= Metzler 151 Collection ، Dept.   هـ: الشعراء.) ميتزلر، شتوتغارت 1977، ISBN 3-476-10151-7 .
- Oral history بالألمانية وبالفرنسية وبالإيطالية من قاموس سويسرا التاريخي على الإنترنت.
- ديفيد ر. أولسون، نانسي تورانس (أد.): محو الأمية والشفوية. مطبعة جامعة كامبريدج، كامبريدج وآخرون.   أ. 1991، ISBN 0-521-39217-9 .
- Walter J. Ong : الشفوية ومحو الأمية. تقنية الكلمة. Westdeutscher Verlag ، Opladen 1987، ISBN 3-531-11768-8 .
- أفلاطون: Phaidros (= طبعات جيب Diederich . المجلد .19، ZDB -ID 255192-5). تمت مراجعة الطبعة الثالثة من قبل المترجم. ترجم إلى الألمانية رودولف كاسنر . Diederichs، Düsseldorf u.   أ. 1959.
- جان فانسينا: التقليد الشفوي. دراسة في المنهجية التاريخية. روتليدج وبول، لندن 1961.
- التقليد الشفهي. ISSN 1542-4308 . مجلة الوصول المفتوح لمركز الدراسات في التقليد الشفهي، كولومبيا MO (النص الكامل).
- رفيق الشامي: المرأة التي باعت زوجها في سوق السلع المستعملة: أو كيف أصبحت راوية قصص. هانسر، 2011.

## روابط إنترنت
- المراجع
- نيلز ويدتمان: هل يمكن أن تكون الكتابة مفقودة؟ تعاليم الحكمة الأفريقية في الحوار بين الثقافات
- تلتزم مؤسسة Telling Foundation بتعزيز الشفهية السردية.

## هامش
1. ↑  مجدي وهبة؛ كامل المهندس (1984)، معجم المصطلحات العربية في اللغة والأدب (ط. 2)، بيروت: مكتبة لبنان ناشرون، ص. 186، OCLC:14998502، QID:Q114811596
2. ↑  Jack Goody, Watt Ian: The consequences of literacy. In: Jack Goody (Hrsg.): Literacy in Traditional Societies. 1975, S. 33.
3. ↑  Jens Brockmeier: Remembering and Forgetting: Narrative as Cultural Memory. In: Culture & Psychology, 1, 2002, 15–43.
4. ↑  vgl. أرند كروغر, Astrid Sanders: Jewish Sports in the Netherlands and the Problems of Selective Memory. In: Journal of Sport History, 2, 1999, 271–286. http://library.la84.org/SportsLibrary/JSH/JSH1999/JSH2602/jsh2602d.pdf نسخة محفوظة 2016-09-12 على موقع واي باك مشين.
5. ↑  سفر التكوين. اصحاح 4. الآية 18